# Trey Hillman
Pour les articles homonymes, voir Trey et Hillman (homonymie).
Trey Hillman, né le 4 janvier 1963 à Amarillo (Texas) aux États-Unis, est le manager des Royals de Kansas City en Ligue majeure de baseball de 2008 à 2010 et un ancien joueur de champ intérieur en ligues mineures. De 1990 à 2001, il a été manager de plusieurs équipes affiliées aux Yankees de New York en ligues mineures. De 2003 à 2007, il a pris les rênes des Hokkaido Nippon Ham Fighters dans le Championnat du Japon de baseball, menant l'équipe à deux finales du championnat en 2006 et 2007 et remportant les Japan Series en 2006. Il est actuellement instructeur chez les Dodgers de Los Angeles.

## Carrière de joueur
Trey Hillman est né à Amarillo, mais a grandi à Arlington (Texas) où son père travaillait comme vendeur de billets pour les Rangers du Texas dans l'ancien Arlington Stadium. Il étudie à l'Université du Texas à Arlington et joue dans l'équipe de baseball des Mavericks,. Il est signé comme agent libre par les Indians de Cleveland le 22 juin 1985 et passe trois saisons en ligues mineures sans pouvoir percer au plus haut niveau. Il arrête sa carrière de joueur au cours de la saison 1987.

## Carrière de manager
Il devient recruteur (scout) pour les Indians après sa carrière de joueur de 1987 à 1988. De 1989 à 2001, il est manager en ligues mineures dans l'organisation des Yankees. Il remporte un titre en New York - Penn League en 1990 et passe par tous les niveaux des ligues mineures avant de revenir dans le Texas comme directeur du développement des joueurs des Rangers. En 2003, il signe un contrat de deux saisons avec les Hokkaido Nippon Ham Fighters qui évoluent dans la Pacific League du Championnat du Japon de baseball. Après avoir qualifié l'équipe pour les séries éliminatoires en 2004, son contrat est renouvelé et il mène les Fighters à la victoire dans les Japan Series, la finale du championnat, en 2006 après 44 ans d'attente. Les Fighters retournent en finale en 2007, mais sont battus par les Chunichi Dragons. Hillman décide alors de quitter le Japon, notamment pour des raisons familiales.
Le 19 octobre 2007, les Royals de Kansas City annoncent la signature de Trey Hillman au poste de manager
En 2009, Hillman a été invité à être un des deux adjoints de Joe Maddon, manager de la Ligue américaine au match des étoiles du baseball, le 14 juillet 2009 au Busch Stadium de Saint-Louis.
À la suite du mauvais début de saison des Royals en 2010, Ned Yost est nommé manager des Royals de Kansas City le 13 mai 2010 en remplacement de Trey Hillman.

## Bilan de manager

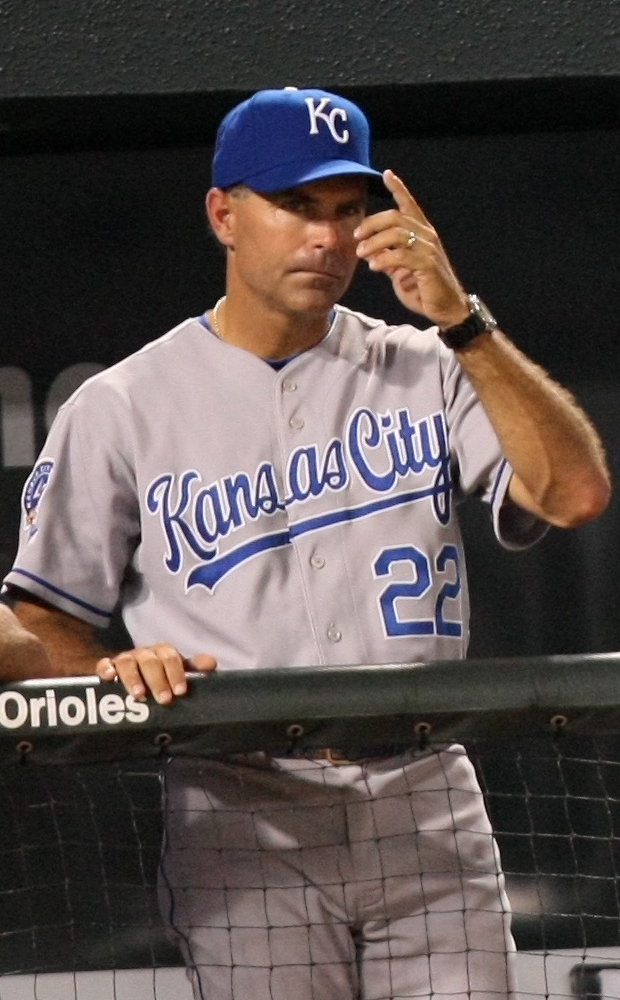
Trey Hillman avec les Royals

### Championnat du Japon
Note : PL = Pacific League
| Équipe | Année  | Saison régulière | Saison régulière | Saison régulière | Saison régulière |  | Séries éliminatoires | Séries éliminatoires | Séries éliminatoires | Séries éliminatoires        |
| Équipe | Année  | Vic.             | Déf.             | % Vic.           | Place            |  | Vic.                 | Déf.                 | % Vic.               | Résultats                   |
| HOK    | 2003   | 62               | 74               | 0,455            | 5e PL            |  | -                    | -                    | -                    |                             |
| HOK    | 2004   | 66               | 65               | 0,503            | 3e PL            |  | -                    | -                    | -                    |                             |
| HOK    | 2005   | 62               | 71               | 0,466            | 5e PL            |  | -                    | -                    | -                    |                             |
| HOK    | 2006   | 82               | 54               | 0,602            | 1e PL            |  | 4                    | 1                    | 0,800                | Vainqueur des Nippon Series |
| HOK    | 2007   | 79               | 60               | 0,568            | 1e PL            |  | 1                    | 4                    | 0,200                | Finaliste des Nippon Series |
| Totaux | Totaux | 351              | 324              | 0,520            |                  |  | 5                    | 5                    | 0,500                | 1 Nippon Series             |

### Ligue majeure
| Équipe | Année  | Saison régulière | Saison régulière | Saison régulière | Saison régulière   |  | Séries éliminatoires | Séries éliminatoires | Séries éliminatoires | Séries éliminatoires |
| Équipe | Année  | Vic.             | Déf.             | % Vic.           | Place              |  | Vic.                 | Déf.                 | % Vic.               | Résultats            |
| KCR    | 2008   | 75               | 87               | 0,463            | 4e AL-Centre       |  |                      |                      |                      |                      |
| KCR    | 2009   | 65               | 97               | 0,401            | 4e AL-Centre       |  |                      |                      |                      |                      |
| KCR    | 2010   | 12               | 23               | 0,343            | congédié le 13 mai |  |                      |                      |                      |                      |
| Totaux | Totaux | 152              | 207              | 0,423            |                    |  |                      |                      |                      |                      |